# Pasiphila charybdis
Pasiphila charybdis es una especie de polilla de la familia Geometridae. La especie fue descrita por primera vez por Arthur Gardiner Butler habiendo sido descrita en 1879, con distribución endémica de Nueva Zelanda. El holotipo de la especie fue descrita en la Región de Otago.

## Taxonomía
La especie fue descrita por primera vez por Arthur Gardiner Butler en 1879 y denominada Helastia charybdis utilizando especímenes recolectados por FW Hutton en Dunedin. Pensando que estaba describiendo una nueva especie, Butler también nombró a esta especie Helastia calida. George Hudson, pensando también que estaba describiendo una nueva especie, la llamó Chloroclystis antarctica en 1898. En 1917 Meyrick colocó esta especie dentro del género Chloroclystis y sinonimizó a Helastia calida con ella. Hudson escribió sobre Chloroclystis charybdis en su libro de 1928 Las mariposas y polillas de Nueva Zelanda, pero dijo que no estaba familiarizado con la especie. En 1971, John S. Dugdale colocó esta especie en el género Pasiphila. Dugdale confirmó esta ubicación en 1988 y sinonimizó C. antarctica con P. charydbis. El ejemplar holotipo macho se conserva en el Museo de Historia Natural de Londres.

## Descripción

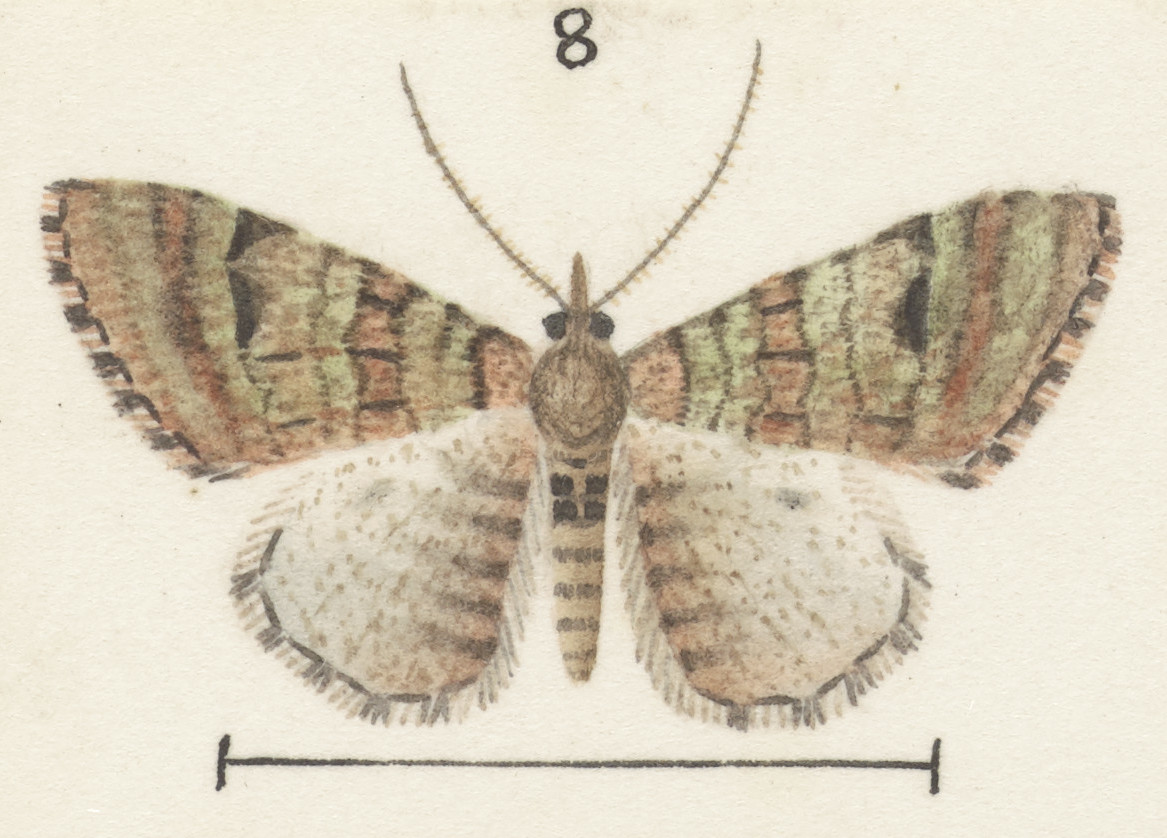
Ilustración de P. charybdis por Hudson.

### Polilla
Por encima, las alas anteriores son de color gris ahumado, cruzadas por unas ocho líneas negruzcas en zigzag y en pares, formando indicaciones de cuatro bandas que están más fuertemente definidas en la costa del ala. El cuerpo es de color gris parduzco, la cabeza es amarillenta. Las antenas son de color gris ahumado, fuertemente pectinadas. La superficie inferior de las alas es de color gris seríceo, con las marcas de la superficie superior mal definidas. El enves de las alas anteriores cuenta con el área costal de color cuprosa rojiza pálida.

### Oruga
La larva de esta especie, que se alimenta de la verónica común en diciembre, mide, en su madurez, aproximadamente 3 pulgadas (7,6 cm) de largo, bastante atenuada en la parte anterior, casi uniforme, de color marrón rojizo oscuro, más oscuro en los costados. La cabeza es rojiza, y se observan rastros de varias líneas longitudinales en las larvas más jóvenes. Otras son de color marrón amarillento opaco, con las líneas más definidas y las patas de color amarillo pálido; pero, dada la extrema variabilidad de la larva, resulta casi imposible una descripción detallada.
Los huéspedes larvarios de esta especie son plantas del género Veronica. 
La pupa de esta especie se puede encontrar envuelta en seda entre dos hojas de su huésped larvario. Los adultos de esta especie están en vuelo desde diciembre.